# Dan Enright
Dan Enright est un producteur né le 30 août 1917 et mort le 22 mai 1992 du cancer.

## Filmographie
- 1951 : Faith Baldwin Romance Theatre (série télévisée)
- 1953 : Winky-Dink and You (série télévisée)
- 1953 : Back That Fact (série télévisée)
- 1956 : Tic Tac Dough (série télévisée)
- 1956 : Twenty-One (série télévisée)
- 1957 : High Low Quiz (série télévisée)
- 1976 : Way Out Games (série télévisée)
- 1976 : Break the Bank (série télévisée)
- 1978 : The New Tic Tac Dough (série télévisée)
- 1984 : Hot Potato (en) (série télévisée)
- 1987 : Et la femme créa l'homme parfait (Making Mr. Right)
- 1990 : Tic Tac Dough (série télévisée)